# ピョートル・イラリオーノヴィチ・ジトニコフ
ピョートル・イラリオーノヴィチ・ジトニコフ（ロシア語:Пётр Илларионович Житников、1906年9月11日 - 1979年3月19日）は、ソビエト連邦の軍人、蟹工船「アンドレイ・ザハロフ」の船長兼漁労長でウラジオストク名誉市民、社会主義労働英雄。

## 経歴
1906年9月11日、ルガンスク生まれ。1929年「第三蟹工船」の航海士に就任した。1930年、ウラジオストク海洋大学を卒業後、船長の資格を得る。1936年秋、「第二蟹工船」の船長に任命された。第二次世界大戦でソビエト軍の上陸戦に参加した「チェルニシェフスキー」の船長を務めた。終戦後は第二蟹工船の船長兼漁労長に復職した。
1957年3月2日、ソビエト連邦最高会議幹部会の決定により、漁業の発展、魚、クジラ、カニの高い生産性、および魚生産の増加における顕著な功績により社会主義労働者の称号とレーニン勲章、ハンマーと鎌の勲章を授与された。
1961年、彼は蟹工船船団のネームシップとして新しく建造された蟹工船アンドレイ・ザハロフの初代船長になった。 1950年の2回と1963年の2回、彼は沿海地域評議会の議員に選出された。
1979年3月19日ウラジオストクにて死去。

## 受賞歴
- レーニン勲章 - 2回 (1951年、1957年)
- 労働赤旗勲章(1950年)
- 対日戦勝功績勲章（1945年）

## 記念
1989年にフィンランドで進水した蟹工船「ピョートル・ジトニコフ」は彼の名前にちなんで命名された。